# Frances Bean Cobain
Frances Bean Cobain (Los Angeles, 18 de agosto de 1992) é uma artista visual, modelo e musicista estadunidense. Ela é mais conhecida por ser a única filha de Kurt Cobain e Courtney Love.

## Infância e família
Frances Bean nasceu no Cedars-Sinai Medical Center em Los Angeles, Califórnia. Seu nome foi tirado da atriz Frances Farmer. Seu nome do meio Bean foi escolhido porque Kurt Cobain pensou que ela parecia um feijão no ultrassom. Seu padrinho é o ex-vocalista do R.E.M. Michael Stipe, e a atriz Drew Barrymore é sua madrinha.
Antes de Love dar luz à sua filha, houve rumores de que ela teria usado heroína durante a gestação. Esse escândalo se intensificou quando a Vanity Fair publicou o artigo "Strange Love" de Lynn Hirschberg que alegava que Love admitiu ter usado heroína até depois de saber que estava grávida. Com Frances Bean, Love afirmava que a revista distorceu suas palavras. O serviço de proteção à criança lançou uma investigação questionando as habilidades dos pais de cuidar de sua filha. A investigação foi suspensa, porém não sem uma significante disputa legal e de Frances Bean ter sido tirada da custódia dos seus pais por um curto tempo, começando quando ela tinha apenas 2 semanas de idade.
No dia 1 de abril de 1994, Frances Bean visitou Kurt no Centro de Reabilitação Exodus, localizado em Marina del Rey, Califórnia, onde ambos brincaram juntos. Esta seria a última vez que ela veria seu pai vivo. Na manhã do dia 8 de abril de 1994, Kurt Cobain foi encontrado morto em sua casa em Seattle. Uma cerimônia foi organizada para Kurt por sua mãe, no dia 31 de março de 1999, junto de Courtney Love e Tracy Marander. Frances Bean foi criada entre sua mãe, tias, e sua avó paterna.
Durante a estadia hospitalar de Love em 2003, Frances Bean foi colocada sob os cuidados de sua avó. Ela teve sua guarda dada à Love semanas mais tarde. No fim de 2005, o pai de Love, Hank Harrison, fez uma breve petição na corte de LA para direitos de visitação à sua neta, mas a petição foi negada.
Em 11 de dezembro de 2009, a Corte Superior de Los Angeles apontou Wendy O'Connor, mãe de Kurt, e Kimberly Cobain, irmã de seu pai, como guardiãs temporárias da guarda de Frances Bean. Em 16 de dezembro de 2009, foi anunciado que um juiz deu uma ordem de restrição temporária proibindo Love de qualquer contato direto ou indireto com sua filha. Os papéis foram assinados alegando "moção para selar todos os documentos... relacionados à uma menor alegação de violência doméstica." Com esses documentos há provas médicas de Frances Bean.
No dia 18 de agosto de 2010, Frances Bean herdou 37% dos bens de seu pai. Documentos revelados no site Fix.com mostram que Frances, não sua mãe, Courtney Love, agora controla os direitos de publicidade de nome e imagem de Kurt Cobain. De acordo com o Fix.com, até que sua mãe pague o empréstimo de $ 2,75 milhões de dólares que ela pegou da reserva de sua filha, Courtney não tem nenhum direito sobre o nome e imagem de Kurt.

## Carreira

### Trabalhos como modelo
Em agosto de 2006, ela foi fotografada para a Elle no famoso cardigã marrom e calça de pijamas de seu pai para um artigo sobre filhos de rockstars com vestimentas de seus pais. Ela explicou, "Eu usei seu pijama porque ele se casou nele com minha mãe em 1992 no Hawaii então pensei que eles ficariam fofos se eu os usasse hoje. Ele era preguiçoso demais para colocar um terno então ele se casou de pijama!" Em fevereiro de 2008, ela apareceu na Harper's Bazaar. Frances Bean Cobain modelou para Hedi Slimane em uma série de fotos para a web, lançada dia 2 de agosto de 2011.

### Arte
Em julho de 2010, Frances Bean Cobain lançou uma coleção de arte chamada "Scumfuck" sobre o pseudônimo de "Fiddle Tim" na Galeria La Luz de Jesus em Los Angeles.
Em 4 de agosto de 2012, Frances Bean participou em um grupo de show de nome "MiXTAPE". Pediram aos artistas que escolhessem uma música e criassem uma arte inspirada na canção. Bean escolheu a música "Black", do The Jesus and the Mary Chain. A combinação de músicas ecléticas foram disponibilizadas para download no iTunes.
No dia 30 de outubro de 2012, Bean anunciou que sua primeira exibição solo acontecerá em fevereiro de 2013.

### Outras atividades
De acordo com a Rolling Stone, o título e a foto da capa de Sliver: The Best of the Box, foram escolhidas por Frances.
Frances Bean trabalhou como interna na Rolling Stone de junho a agosto de 2008.
Frances Bean aparece como vocalista convidada na música "My Space" do álbum homônimo de Evelyn Evelyn, o qual foi lançado em 20 de março de 2010. Amanda Palmer declarou que ela era uma das 20 artistas que cantaram a mesma frase e que essas vozes foram embaralhadas na canção.

## Vida pessoal
Frances Bean já deu 6 entrevistas oficiais. Em setembro de 2005, com 13 anos de idade, deu sua primeira entrevista para a Teen Vogue onde falou sobre seu estilo e mencionou seus pais. Outra foi em janeiro de 2006 na i-D, onde expressou descontentamento sobre como os tabloides falavam de sua mãe e disse, "Quando você vê um monte de mentiras sobre ela nos tablóides, isso pode machucar." Ela também deu uma entrevista em 2010 falando sobre sua arte como "Fiddle Tim".
Ela começou a namorar o músico Isaiah Silva, vocalista da banda The Eeries, em janeiro de 2010. Os dois ficaram noivos em outubro de 2011 e se casaram em 2014. Cobain pediu o divórcio em março de 2016, citando diferenças irreconciliáveis.